# 아르고스 무인기
아르고스 무인기는 대한민국의 무인 정찰기이다.

## 역사
성우엔지니어링은 1993년 5월 설립된 무인기 제조기업이다.
2018년 구미시에서 열린 대한민국 스마트 국방.드론 산업대전에서 국방부장관상을 받았다.
국방부장관상은 무인헬리콥터 등 무인항공기 개발업체인 성우엔지니어링이 차지했다. 1993년 설립된 성우엔지니어링은 국내 최초로 무인항공기 170만 달러(약 19억 원) 수출 실적을 달성했다. 현재 미국, 멕시코, 호주, 싱가포르, 중국 등에 무인항공기를 수출하고 있다. 성우엔지니어링이 개발한 무인헬리콥터는 주로 농업 분야에서 쓰이지만 항공방제와 산불 감시, 송전선로 점검, 군 정찰·감시용으로도 활용할 수 있다. 김만년 성우엔지니어닝 본부장은 “일반적으로 무인헬기 운용시간이 30분 내외인 데 비해 우리 제품은 최대 2시간 30분에 이른다”며 “복합회전익 플랫폼인 아르고스의 경우 운용 반경이 15km가 넘을 만큼 고성능 항전시스템 및 비행제어시스템을 갖추고 있다”고 소개했다.
2020년 10월 국방부 납품.
2020년 11월 부터 2021년 4월 말까지, 6개월 동안 육군 야전부대에서 시범운용을 했다.
2023년 9월 26일, 성남 서울공항에서 진행된 건군 75주년 국군의 날 열병식에서 원거리정찰용소형드론이 분열을 했다.  (주)성우엔지니어링이란 회사의 아르고스란 수직이착륙 무인기를 개조해서 고정익기로 만든게 국군의날 나온 장거리 정찰용 소형 무인기.

## 평양 무인기 사건
2024년 10월 13일, 평양시안전국이 평양시 구역들에 대한 집중수색 과정에서 형제산구역 서포1동 76인민반지역에 추락한 무인기 잔해를 발견했다. 아르고스였다.
대한민국 합동참모본부는 북한의 이번 발표에 대해 "확인해줄 수 없고, 대꾸할 가치도 없다"고 밝혔다. 합참은 '평양 무인기 사건'과 관련해 전략적 모호성 차원에서 줄곧 "확인해줄 수 없다"는 입장을 유지하고 있다.
한국군은 2020년 신속시범획득사업을 통해 원거리 정찰용 소형 무인기를 도입한 바 있는데, 이 무인기는 평양을 방문한 뒤 복귀할 수 있는 비행 능력을 충분히 갖춘 것으로 전해졌다.

## 제원
- 길이: 1.7 m
- 날개폭: 2.8 m